# Cardiochlamys
Genre
Cardiochlamys est un genre de plantes de la famille des Convolvulaceae, endémique de Madagascar.

## Description

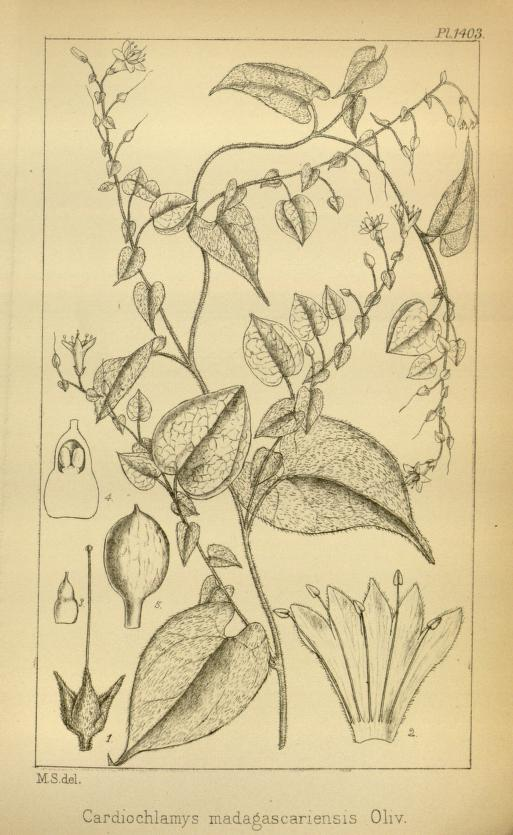
Planche d’illustration de Cardiochlamys madagascariensis par Matilda Smith, accompagnant la description en 1883.

L’espèce type est Cardiochlamys madagascariensis qui a été décrite par Daniel Oliver en 1883,.

## Répartition
Le genre Cardiochlamys est endémique de Madagascar.

## Liste d'espèces
Selon Tropicos (21 mai 2020) et World Checklist of Selected Plant Families (WCSP) (21 mai 2020) :
- Cardiochlamys madagascariensis Oliv., 1883
- Cardiochlamys velutina Hallier f., 1893

et les synonymes :
- Cardiochlamys discifera (C.K. Schneid.) C.Y. Wu, 1965 ≡ Poranopsis discifera (C.K.Schneid.) Staples, 1993
- Cardiochlamys sinensis Hand.-Mazz., 1920 ≡ Poranopsis sinensis (Hand.-Mazz.) Staples, 1993
- Cardiochlamys thorelii Gagnep., 1915 ≡ Cordisepalum thorelii (Gagnep.) Verdc., 1971